# Nördlicher Talschwarzwald bei Oppenau
Das FFH-Gebiet Nördlicher Talschwarzwald bei Oppenau ist ein im Jahr 2015 durch das Regierungspräsidium Freiburg nach der Richtlinie 92/43/EWG (Fauna-Flora-Habitat-Richtlinie) angemeldetes Schutzgebiet (Schutzgebietskennung DE-7515-342) im deutschen Bundesland Baden-Württemberg. Mit Verordnung des Regierungspräsidiums Freiburg zur Festlegung der Gebiete von gemeinschaftlicher Bedeutung vom 25. Oktober 2018 (in Kraft getreten am 11. Januar 2019) wurde das Schutzgebiet festgelegt.

## Lage
Das rund 331 Hektar große FFH-Gebiet gehört zu den Naturräumen 151-Grindenschwarzwald und Enzhöhen und 152-Nördlicher Talschwarzwald innerhalb der naturräumlichen Haupteinheiten 15-Schwarzwald. Es liegt zwischen Bad Peterstal-Griesbach und Ottenhöfen im Schwarzwald und erstreckt sich über die Markungen von drei Städten und Gemeinden im Ortenaukreis:
- Bad Peterstal-Griesbach: 125,7413 ha = 38 %
- Lautenbach: 29,7808 ha = 9 %
- Oppenau: 175,3761 ha = 53 %

## Beschreibung und Schutzzweck
Es handelt sich um Tallandschaften mit ausgedehnten mageren Wiesen und Magerrasen sowie Felsformationen und Schutthalden mit Felsgebüschen und teilweise naturnahen Laub- und Mischwäldern und naturnahen Bachabschnitten.

### Lebensraumtypen
Gemäß Anlage 1 der Verordnung des Regierungspräsidiums Freiburg zur Festlegung der Gebiete von gemeinschaftlicher Bedeutung (FFH-Verordnung) vom 25. Oktober 2018 kommen folgende Lebensraumtypen nach Anhang I der FFH-Richtlinie im Gebiet vor: 
| EU Code | Lebensraumtyp (offizielle Bezeichnung)                                                                          | Kurzbezeichnung                              | Hektar |
| ------- | --- | -------------------------------------------- | ------ |
| 3260    | Flüsse der planaren bis montanen Stufe mit Vegetation des Ranunculion fluitantis und des Callitricho-Batrachion | Fließgewässer mit flutender Wasservegetation | 10,49  |
| 4030    | Trockene europäische Heiden                                                                                     | Trockene Heiden                              | 0,34   |
| 6230    | Artenreiche montane Borstgrasrasen (und submontan auf dem europäischen Festland) auf Silikatböden               | Artenreiche Borstgrasrasen                   | 1,39   |
| 6430    | Feuchte Hochstaudenfluren der planaren und montanen bis alpinen Stufe                                           | Feuchte Hochstaudenfluren                    | 0,59   |
| 6510    | Magere Flachland-Mähwiesen (Alopecurus pratensis, Sanguisorba officinalis)                                      | Magere Flachland-Mähwiesen                   | 90,70  |
| 6520    | Berg-Mähwiesen                                                                                                  | Berg-Mähwiesen                               | 11,16  |
| 8150    | Kieselhaltige Schutthalden der Berglagen Mitteleuropas                                                          | Silikatschutthalden                          | 1,34   |
| 8220    | Silikatfelsen mit Felsspaltenvegetation                                                                         | Silikatfelsen mit Felsspaltenvegetation      | 2,81   |
| 9180    | Schlucht- und Hangmischwälder (Tilio-Acerion)                                                                   | Schlucht- und Hangmischwälder                | 1,42   |
| 91E0    | Auenwälder mit Alnus glutinosa und Fraxinus excelsior (Alno-Padion, Alnion incanae, Salicion albae)             | Auenwälder mit Erle, Esche, Weide            | 2,90   |

### Arteninventar
Folgende Arten von gemeinschaftlichem Interesse sind für das Gebiet gemeldet:
| Bild               | EU Code | * | Art                                 | wissenschaftlicher Name     | Artengruppe         |
| ------------------ | ------- | - | ----------------------------------- | --------------------------- | ------------------- |
| Grüne Flussjungfer | 1061    |   | Dunkler Wiesenknopf-Ameisenbläuling | Maculinea nausithous        | Schmetterlinge      |
| Bitterling         | 1093    | * | Steinkrebs                          | Austropotamobius torrentium | Sonstige Wirbellose |

### Zusammenhängende Schutzgebiete
Das FFH-Gebiet besteht aus zahlreichen kleineren Teilgebieten. Es ist teilweise deckungsgleich mit zwei Landschaftsschutzgebieten. Das Naturschutzgebiet:
- 3232 - Eckenfels

liegt sowohl innerhalb des FFH-Gebiets als auch im Vogelschutzgebiet Nordschwarzwald.